# یونگهاینریچ

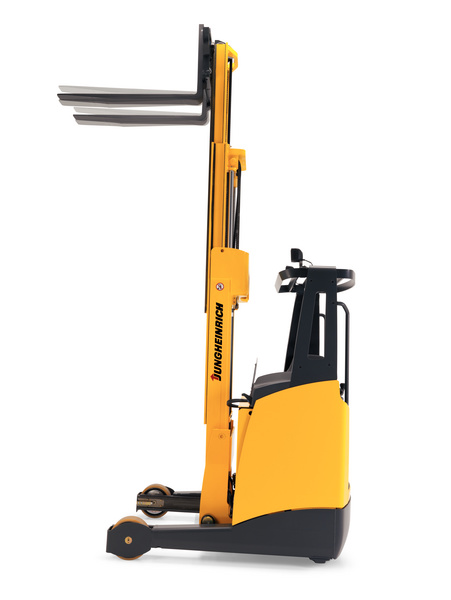
ETV214

یونگهاینریچ آگ (به آلمانی یونگهاینری خوانده می‌شود) واقع در هامبورگ، آلمان یکی از شرکت‌های بین‌المللی پیشرو در زمینه تولید تجهیزات انتقال مواد، انبارداری و بخش‌های مهندسی جریان مواد است. در این زمینه‌ها، این شرکت در رتبه سوم جهان و رتبه دوم اروپا قرار دارد.